# Wolfgang Borchert
Wolfgang Borchert (n. 20 mai 1921, Hamburg, Republica de la Weimar – d. 20 noiembrie 1947, Basel, Cantonul Basel-Oraș, Elveția) a fost un scriitor german.
În opera sa a descris drama tineretului german în timpul celui de-al Doilea Război Mondial.

## Opera
- 1947: În această zi de marți ("An diesem Dienstag")
- 1946: Lanternă, noapte și stele ("Laterne, Nacht und Sterne")
- 1947: Păpădia ("Die Hundelblume")
- 1947: În fața ușii ("Draußen vor der Tür")
- 1947: Acesta este manifestul nostru ("Das ist unser Manifest")